# Lopé
Lopé es un departamento de la provincia de Ogooué-Ivindo en Gabón. En octubre de 2013 presentaba una población censada de 12 382 habitantes. Su chef-lieu es Booué.
Se encuentra en el centro del país, sobre la cuenca hidrográfica del río Ogooué. Recibe su nombre del parque nacional de Lopé.

## Subdivisiones
Contiene seis subdivisiones de tercer nivel (población en 2013):
- Comuna de Booué (6040 habitantes)
- Cantón de Fieng-Okano (3120 habitantes)
- Cantón de Lézinda (1712 habitantes)
- Cantón de Lélédi (731 habitantes)
- Cantón de Nké (573 habitantes)
- Cantón de Offoue-Aval (206 habitantes)